# Salsetteön
Salsetteön (marathi: साष्टी, Sāṣṭī; engelska: Salsette Island), Bombayön, är en omkring 619 kvadratkilometer stor ö vid Ulhas-flodens utlopp i Arabiska havet i den indiska delstaten Maharashtra. På ön ligger bland annat Bombay och den västra delen av Thane, och ön är en av världens mest tätbefolkade. Den är den 14:e mest befolkade ön i världen.

## Historik och beskrivning

### Historik
Öns lokala namn Sāṣṭī är marathi-ordet för "66", förkortat från det ursprungliga Sasāṣṭī. Det syftar på de en gång 66 byarna på ön. Den var tidigt befolkad av jordbrukare, hantverkare, fiskare och andra yrkeskategorier. Det sägs att kristendomen på ön tog sin början redan år 55, med Jesu lärjunge Sankt Bartolomeus' ankomst. Senare konverterades denna kristna befolkning till romersk katolicism i samband med portugisernas etablering på kusten runt år 1500.

### Geografi
Salsetteön var tidigare uppdelad på flera mindre öar, som under 1800- och tidiga 1900-talet förenades till en.
Ön omges i väster och söder av Arabiska havet, medan den i norr och öster avgränsas av betydligare smalare vattenytor. Den norra delen av ön omges av Ulhas-flodens (Ulhas River) två flodarmar, där den vänstra på det smalaste stället vid staden Thane är knappt 50 meter bred. I norr och nordöst flyter Ulhas-flodens högra mynningsarm mot väster och övergår i Vasai-viken (Vasai Creek). Den vänstra mynningsarmen rinner söderut genom Thane och vidare ut i Thane-viken (Thane Creek) som längre söderut övergår i Bombays hamn.
Sydligaste delen av Salsetteön var tidigare de separata öarna som staden Bombay låg på. Dessa öar hade namnen:
- Mahim
- Bombay
- Parel
- Mazagaon
- Colaba
- Little Colaba
- Sion

### Indelning
Staden Bombay ligger på halvön på den södra delen av ön, och resten av ön täcks numera nästan helt av Bombays norra förortsområden. Thane ligger i det nordöstra hörnet av ön, vid Thane-viken. Utöver Thane, ingår största delen av ön administrativt i staden Bombay (Mumbai) och delas in i två separata distrikt – Mumbai City och Mumbai Suburbs. Salsetteön innehåller också Borivari National Park, även känd som Sanjaj Gandhi National Park.